# Volare Web
Pour les articles homonymes, voir Volare (homonymie).
Ne pas confondre avec la compagnie ukrainienne homonyme : Volare Airlines

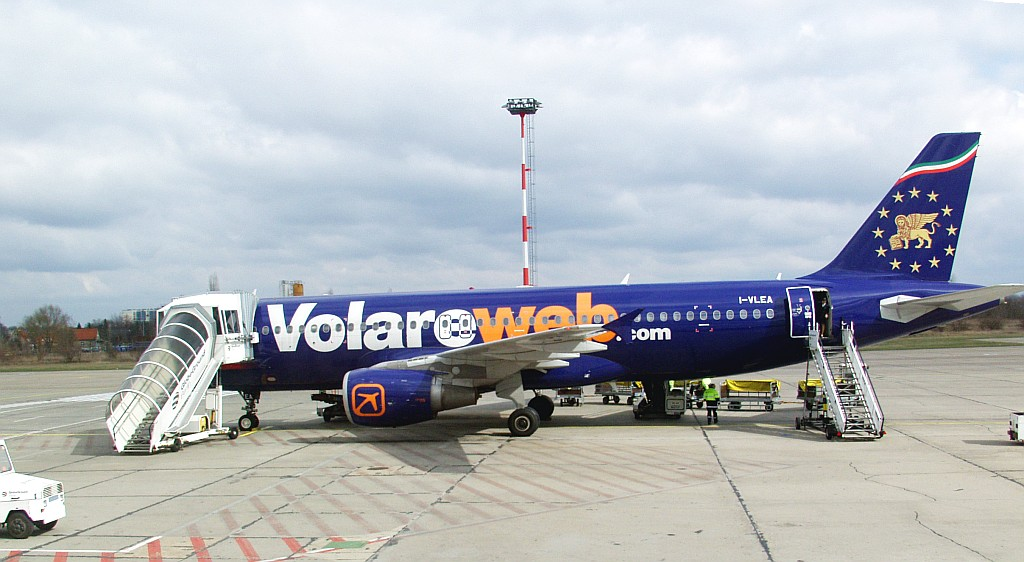
Airbus A320 de Volareweb.com à l'Aéroport international de Berlin-Schönefeld

Volareweb.com (nom officiel Volare SpA Code AITA : VE ; code OACI : VLE) était une compagnie aérienne italienne à bas coûts qui a cessé ses activités, en tant que telle depuis le 12 janvier 2009, mais qui subsiste en tant que CAI-Second S.p.A. (une société de la Compagnie aérienne italienne, comme assurant des vols pour Alitalia).

## Histoire
En février 2003, du groupe Volare Group naît Volareweb.com, la nouvelle marque à bas prix, la première « made in Italy » caractérisée dès le départ par les principes du « low cost » (à bas coûts) européens.
Par le site Internet, à toute heure, tous les jours, chez le service d’assistance ou les agences de voyages il était possible d’acheter leurs vols nationaux à bas prix. La compagnie n'émet pas les billets, mais après d’avoir acheté en ligne il suffit de se rendre auprès des comptoirs d’enregistrement avec un papier d’identité valable ; l’assignation des places n’est pas prédéfinie mais a lieu au moment de l’embarquement.
En décembre 2004 Volareweb a annulé tous ses vols. Les billets n'ont jamais été remboursés aux passagers.
La compagnie n'utilisait que des Airbus A320, modernes et colorés.

## Réseau
Routes Volare Web, novembre/décembre 2008 (avant la fusion en CAI)
1. Milan Malpensa ↔ Brindisi
2. Milan Malpensa ↔ Cagliari
3. Milan Malpensa ↔ Cracovie
4. Milan Malpensa ↔ Lamezia Terme
5. Milan Malpensa ↔ Paris Orly
6. Milan Malpensa ↔ Timişoara
7. Milan Malpensa ↔ Varsovie
8. Milan Malpensa ↔ Alghero (Vols spéciaux - Vacances de Noël)
9. Milan Malpensa ↔ Catane (Vols spéciaux - Vacances de Noël)
10. Milan Malpensa ↔ Málaga (Vols spéciaux - Vacances de Noël)
11. Milan Malpensa ↔ Malte (Vols spéciaux - Vacances de Noël)
12. Milan Malpensa ↔ Porto (Vols spéciaux - Vacances de Noël)
13. Milan Malpensa ↔ Wrocław (Vols spéciaux - Vacances de Noël)

## Flotte
5 aéronefs, décembre 2008 (avant la fusion en CAI)
- 2 Airbus A320-214 I-WEBA • I-WEBB
- 2 Airbus A320-212 F-OHFR • F-OHFU
- 1 Boeing 767-3Q8(ER) I-VIMQ (opéré par Air Europe)

2 aéronefs, décembre 2009 (presque un an après la fusion en CAI)
- 2 Airbus A320-214 I-WEBA • I-WEBB

1 aéronef, avril 2010
- 1 Airbus A320-214 I-BIKB